# پاخومیوس بزرگ
پاخومیوس بزرگ (یونانی: Παχώμιος؛ 292 AD – ۹ مهٔ ۳۴۸) قدیس مسیحی اهل روم باستان بود.